# Peines de cœur
Série Andy Hardy
André Hardy préfère les brunes (1944) Le Retour d'André Hardy (1958)
Pour plus de détails, voir Fiche technique et Distribution.
Peines de cœur (Love Laughs at Andy Hardy) est un film américain en noir et blanc réalisé par Willis Goldbeck, sorti en 1946.
Il s'agit du quinzième des seize volets que compte la série de films mettant en scène le personnage Andy Hardy, incarné depuis 1937 par Mickey Rooney.

## Synopsis
André est de retour de la guerre. Il fait son entrée à l’Université, et va vite tomber amoureux...

## Fiche technique
- Titre en français : Peines de cœur
- Titre original : Love Laughs at Andy Hardy
- Réalisation : Willis Goldbeck
- Scénario : Aurania Rouverol, Harry Ruskin, William Ludwig, Howard Dimsdale
- Producteur : Robert Sisk
- Société de production : Lou L. Ostrow
- Société de Distribution : Metro-Goldwyn-Mayer
- Musique : David Snell
- Photographie : Robert H. Planck
- Montage : Cotton Warburton
- Format : noir et blanc - 1,37:1 - son : Mono (Western Electric Sound System)
- Genre : comédie familiale
- Durée : 93 min
- Dates de sortie : 
  - États-Unis : 25 décembre 1946
  - France : 16 juin 1950

## Distribution
- Lewis Stone : le juge James K. Hardy
- Mickey Rooney : André (Andy Hardy)
- Sara Haden : tante Milly
- Bonita Granville : Kay Wilson
- Lina Romay : Isobel Gonzales
- Fay Holden : Mme Emily Hardy
- Dorothy Ford : Coffy Smith
- Hal Hackett : Duke Johnson
- Dick Simmons : Dane Kittridge
- Clinton Sundberg : employé chez Haberdashery
- Geraldine Wall : Mlle Geeves
- Addison Richards : M. Benedict